# Albert Houssiau
Pour l’article homonyme, voir Vincent Houssiau.
Albert Houssiau, né à Hal, dans le Brabant flamand, en Belgique, le 2 novembre 1924, est un prêtre catholique belge, théologien, ecclésiologue et liturgiste. Il est évêque de Liège entre 1986 et 2001.

## Biographie
Albert Jean Charles Ghislain Houssiau est le quatrième enfant d'une famille de francophones - résidant en Flandre - de six enfants. Il accomplit ses études secondaires de 1936 à 1942, à l'institut Notre-Dame de Cureghem. Il entre ensuite au séminaire de Malines-Bruxelles avant de poursuivre, en 1945 des études en sciences commerciales et consulaires puis de philosophie à l'université catholique de Louvain (UCL). Il poursuit parallèlement sa formation en théologie thomiste au Grand Séminaire de Malines. En 1955, il obtient un doctorat portant sur l'exégèse de Mt 11,27b selon s. Irénée puis une maîtrise en théologie avec une thèse portant sur « La christologie de saint Irénée ». Dès l'année suivante, il est maître de conférences puis enseigne en tant que professeur ordinaire à la faculté de théologie de l'UCL entre 1959 et 1986, où il professe la théologie des sacrements, la liturgie puis enfin l'ecclésiologie.
Le 6 février 1949, en la chapelle privée du palais archiépiscopal à Malines, Albert Houssiau est ordonné prêtre par le cardinal Joseph-Ernest Van Roey. Le 13 février 1949, dans la basilique Notre-Dame de Hal, il célèbre sa messe de prémices assisté de ses confrères,  son frère aîné Pierre Houssiau et de son cousin Emile Demunck. Après un bref vicariat dans une paroisse de à Forest entre 1955 et 56, il est nommé à Louvain pour seconder le chanoine Descamps à la direction du collège du Saint-Esprit qui reçoit les prêtres étudiants. Il contribue également à la réorganisation du programme de l'Institut supérieur des sciences religieuses qu'il présidera lui-même à partir de 1961. En 1965, il prend la direction du collège du Saint-Esprit et est nommé chanoine du chapitre de la cathédrale Saint-Rombaut de Malines. Après la scission des facultés francophones et néerlandophones de l'université de Louvain, il occupe par deux fois le doyenné de la faculté francophone de théologie (entre 1972 et 1977 puis entre 1982 et 1985).
Il est nommé évêque de Liège par le pape Jean-Paul II le 17 mars 1986, pour succéder à Guillaume-Marie van Zuylen. Parmi les temps forts de son épiscopat la célébration du 750e anniversaire de l'institution de la Fête-Dieu - à l'initiative des mystiques liégeoises Julienne de Cornillon et Ève de Liège - est l'occasion pour l'évêque de recevoir une lettre du pape. Il se retire en 2001 après un épiscopat de 14 ans et il est remplacé par Aloys Jousten

## Publications
- Albert Houssiau, Julien Ries, Jean Giblet et Paul De Clerck, Le Baptême, entrée dans l'existence chrétienne, éd. Publication des Facultés universitaires de Saint-Louis Bruxelles, 1983, extraits en lmigne

### Sources partielles
- « La carrière académique d'Albert Houssiau », in Gilbert van Belle, Index générales ETL / BETL : 1982-1997 Par, éd. Presses universitaires de Louvain/Peeters, 1999, pp. 29-34 article en ligne